# Irwin McIntosh
Irwin McIntosh, personnalité politique canadienne, fut Lieutenant-gouverneur le la province de la Saskatchewan de 1978 à 1984.

## Biographie
Le fils du député libéral Cameron Ross McIntosh est diplômé de l' Université de la Saskatchewan. En 1952, il succéda à son père à la direction de la maison d’édition McIntosh Publishing , qui publia plusieurs journaux. Le gouverneur général Jules Léger l'a assermenté le 22 février 1978 en tant que sous-gouverneur de la Saskatchewan.
Au début de son mandat, McIntosh avait provoqué une controverse lorsqu'il avait parlé publiquement de la peine de mort et avait donc été vivement critiqué par Allan Blakeney . Les relations tendues avec le gouvernement provincial se sont encore améliorées grâce à sa participation active à l'organisation des célébrations du 75e anniversaire de la Saskatchewan. En 1980, il a rouvert le siège du gouvernement (siège du vice-gouverneur), qui avait été fermé en 1944 pour des raisons d'austérité. Le bâtiment a depuis servi à des fins cérémonielles, mais pas de résidence. McIntosh est resté en fonction jusqu'au 6 juillet 1983.